# Mr. Crowley
Mr. Crowley – singel brytyjskiego wokalisty i muzyka Ozzy’ego Osbourne’a, będący drugim z singli promujących wydany 20 września 1980 roku debiutancki album Osbourne’a, Blizzard of Ozz. Pierwsze wydanie singla trafiło do sprzedaży w formacie winyl 12” w listopadzie 1980 roku w Wielkiej Brytanii nakładem Jet Records i zawierało na stronie B utwory „You Said It All” oraz „Suicide Solution”. Później singel ukazał się jeszcze wielokrotnie w formacie winyl 12” i 7”, a ponadto w wersji live. W jednej z wersji, kanadyjskiej winyl 7” z lipca 1981 roku, na stronie B obecny był utwór „No Bone Movies”.
Singel z utworem „Mr. Crowley” dotarł do 46. miejsca brytyjskiej listy przebojów, na której utrzymywał się przez trzy tygodnie. Utwór znalazł się na 23. miejscu listy 25 najlepszych utworów metalowych, przygotowanej na podstawie wyników ankiety sporządzonej wśród czytelników strony internetowej producenta gitar Gibson, z kolei obecne w „Mr. Crowley” solo gitarowe autorstwa Randy’ego Rhoadsa zostało sklasyfikowane na 28. miejscu listy 100 najlepszych sol gitarowych, stworzonej przez redakcję miesięcznika Guitar World.

## Opis i geneza
Utwór „Mr. Crowley” opowiada o Aleisterze Crowleyu, niesławnym brytyjskim okultyście, mistyku, pisarzu i poecie, który na początku XX wieku stworzył system religijno-filozoficzny o nazwie Thelema. Za napisanie tekstu, jak i skomponowanie muzyki do utworu odpowiadali Ozzy Osbourne, Randy Rhoads i Bob Daisley. Piosenka zaczyna się rozszerzonym, charakterystycznym, progresywnym solo klawiszowym autorstwa Dona Aireya, a uzupełnia ją solo gitarowe w wykonaniu Randy’ego Rhoadsa, uważane za jedno z najlepszych w jego krótkiej karierze (zginął w katastrofie lotniczej w 1982 roku w wieku 25 lat). „Mr. Crowley” jest doskonałym przykładem zarówno uderzającej techniki gitarowej Rhoadsa, jak i kreatywnego tworzenia przez niego riffów. Natomiast Don Airey swoje solo klawiszowe z utworu wspominał później następująco: 

Po prostu wyrzuciłem [zespół] ze studia i powiedziałem: „Wróćcie za pół godziny”. Ozzy wrócił, usłyszał to i powiedział: „Właśnie podłączyłeś się do mojej głowy, człowieku”.

W pierwszych wersach tekstu „Mr. Crowley” znajdują się jasno wyrażone myśli podmiotu lirycznego na temat okultysty: „Mr. Crowley, what went on in your head? / Oh Mr. Crowley, did you talk to the dead? / Your lifestyle to me seemed so tragic / With the thrill of it all / You fooled all the people with magic / Yeah, you waited on Satan’s call” (pol. „Panie Crowley, co się działo w pana głowie? / Och, panie Crowley, czy rozmawiał pan ze zmarłymi? / Pana styl życia wydawał mi się tak tragiczny / Z dreszczykiem emocji od tego wszystkiego / Ogłupił pan wszystkich ludzi magią / Tak, czekał pan na wezwanie szatana”). Według pewnej legendy, Aleister Crowley urodził się ze znamieniem w kształcie swastyki, w związku z czym pozostały po jego narodzinach popłód został rozrzucony. Nawiązanie do tego stanowi wers „They scattered the afterbirth” (pol. „Oni rozrzucili popłód”). W tekście obecne są także wersy: „Won’t you ride my white horse” (pol. „Nie chciałbyś jeździć na moim białym koniu”), który odnosi się do zażywania narkotyków (Crowley był znanym użytkownikiem opium) oraz, pod koniec utworu, „Was it polemically sent?” (pol. „Czy to zostało wysłane polemicznie?”), co jest odniesieniem do sposobu, w jaki Crowley czasami podpisywał książki i autografy: „Polemically Yours, Aleister Crowley” (pol. „Polemicznie pozdrawiam, Aleister Crowley”). Przy współtworzeniu tekstu utworu Ozzy Osbourne zainspirował się jedną z przeczytanych przez siebie książek o Aleisterze Crowleyu oraz talią kart tarota, którą znalazł w studiu, gdy wraz z zespołem zaczynał nagrywanie albumu Blizzard of Ozz. Jak sam stwierdził w dołączonych do albumu kompilacyjnego The Ozzman Cometh notatkach: 

Przeczytałem kilka książek o Aleisterze Crowleyu. Był bardzo dziwnym facetem, a ja zawsze chciałem napisać o nim piosenkę. Kiedy nagrywaliśmy album Blizzard of Ozz, w studiu leżała talia kart tarota, które Crowley zaprojektował. Cóż, jedna rzecz prowadzi do następnej i tak narodziła się piosenka „Mr. Crowley”.

 Z kolei w wywiadzie dla czasopisma Rolling Stone z 2002 roku powody napisania piosenki wyjaśnił następująco: 

Nigdy nie zajmowałem się czarną magią. Powodem, dla którego zrobiłem „Mr. Crowley” na potrzeby mojego pierwszego solowego albumu było to, że wszyscy mówili o Aleisterze Crowleyu. Jimmy Page kupił jego dom, a jeden z moich roadies pracował z jednym z roadies Page’a. Pomyślałem: „Panie Crowley, kim pan jest? Skąd pan jest?”. Ale ludzie usłyszeli tę piosenkę i poszło, „On z pewnością interesuje się czarami”.

Jeden ze współautorów tekstu utworu, basista Bob Daisley, w wywiadzie dla serwisu Songfacts tak wyjaśnił swoje podejście do współtworzenia tekstu: 

Chciałem spojrzeć w ciemność i zapytać Aleistera Crowleya: „Aleister, o czym myślałeś?”. Wiesz. Cała ta ciemność i negatywność. Więc to był ten szkopuł, który na to na nałożyłem.

Utwór „Mr. Crowley” pomógł Ozzy’emu Osbourne’owi stworzyć udawany satanistyczny wizerunek, którym często posługiwał się dla efektu, głównie w swoim zespole Black Sabbath, którego muzykę porównywano do horrorów.

## Wydanie
„Mr. Crowley” był drugim z singli promujących wydany 20 września 1980 roku album Blizzard of Ozz, po „Crazy Train”. Pierwsze wydanie singla trafiło do sprzedaży w formacie winyl 12” w listopadzie 1980 roku w Wielkiej Brytanii nakładem Jet Records i zawierało na stronie B utwory „You Said It All” (nieobecny na albumie) oraz „Suicide Solution”. Singel doczekał się również wydań z utworem „Mr. Crowley” w wersji live. Wersję tę pozyskano z występu Ozzy’ego Osbourne’a i jego zespołu 2 października 1980 roku w Mayflower Theatre w Southampton, stanowiącego część pierwszej trasy koncertowej po Wielkiej Brytanii. Brytyjskie wydanie live winyl 7” zostało uzupełnione piosenką „You Said It All” (pozyskaną z tego samego występu co „Mr. Crowley”). Natomiast wydanie live holenderskie winyl 12” i amerykańskie winyl 12” zawierało jeszcze także pochodzący z występu w Southampton utwór „Suicide Solution”.
W wydaniu kanadyjskim winyl 7” z 1981 roku na stronie B obecny był utwór „No Bone Movies”.

## Odbiór

### Krytyczny
W recenzji Richarda Gilliama z serwisu AllMusic można przeczytać, że „niezależnie od dość zadziwiającej tematyki utworu „Mr. Crowley”, często pomija się fakt, iż należy on do najbardziej melodyjnych dokonań heavymetalowych i jest głównym przykładem pierwszorzędnej wrażliwości muzycznej Ozzy’ego Osbourne’a”, a także że „stopniowo budujący moc i intensywność wokal Osbourne’a i jego instrumentalny podkład tworzą żałosne crescendo, które wciąga słuchacza w najważniejszy motyw”. Z kolei Paul Travers z tygodnika Kerrang! umieścił „Mr. Crowley” na 4. miejscu stworzonego przez siebie zestawienia 10 najlepszych piosenek solowych Ozzy’ego Osbourne’a i stwierdził, że „od nasyconego organami wstępu klawiszowca Dona Aireya po pierwsze żałobne Misssster Crowley… [utwór] wciąga i owija lepkie palce wokół serca”, dodając ponadto że „...nie jest to najszybszy ani najcięższy z utworów, sygnowanych przez Ozzy’ego własnym imieniem, ale jest jednym z najpotężniejszych, z podstępną serią haków i kilkoma nieprzewidywalnymi solówkami Randy’ego Rhoadsa.

### Komercyjny
Z powodu kontrowersyjnej tematyki utwór nie miał szans na emisję radiową, która w ówczesnych czasach była niezbędna do zyskania przez piosenkę statusu przeboju. Niemniej jednak „Mr. Crowley” okazał się być niezmiennie popularny i zdołał stać się jednym z nielicznych heavymetalowych utworów, które są dobrze znane poza swoim gatunkiem. Utwór był umiarkowanym przebojem w Wielkiej Brytanii – singel, na którym się znalazł, dotarł do 46. miejsca brytyjskiej listy przebojów, na której utrzymywał się przez trzy tygodnie. Dla porównania, album, z którego pochodził, Blizzard of Ozz osiągnął na tej liście 7. miejsce i utrzymywał się na niej przez osiem tygodni.
„Mr. Crowley” znalazł się na 23. miejscu listy 25 najlepszych utworów metalowych, przygotowanej na podstawie wyników ankiety sporządzonej wśród czytelników strony internetowej producenta gitar Gibson, z kolei obecne w „Mr. Crowley” solo gitarowe autorstwa Randy’ego Rhoadsa zostało sklasyfikowane na 28. miejscu listy 100 najlepszych sol gitarowych, stworzonej przez redakcję miesięcznika Guitar World.

## Wykorzystanie utworu
Oficjalny poradnik do gry komputerowej Fallout 3 (Fallout 3 Official Game Guide) wykorzystuje tekst „Mr. Crowley” w opisie przejścia zadania pobocznego You Gotta Shoot ’Em in the Head. W samej grze istnieje ponadto postać zamieszkującego Podziemie ghula o imieniu Mister Crowley.
Utwór znalazł się wśród oddanych do dyspozycji gracza 84 piosenek w komputerowej grze muzycznej Guitar Hero World Tour, ponadto został umieszczony na ścieżce dźwiękowej gry komputerowej Brütal Legend.
27 maja 2011 roku producent gier komputerowych Harmonix Music Systems udostępnił pakiet ośmiu utworów Ozzy’ego Osbourne’a (Ozzy Osbourne 8-pack) do gry muzycznej Rock Band 3, w którym był również obecny „Mr. Crowley”. Utwór ten, jako jedyny z pakietu, był przy tym dostępny z ulepszeniem PRO dla gitary i gitary basowej do użytku tylko z gitarą Mustang MIDI lub Fender Squier.
W opublikowanym w 2021 roku, stworzonym dla uczczenia 30. rocznicy nagrania utworu „Hellraiser” animowanym teledysku Hellraiser (30th Anniversary Edition – Official Animated Video) na bokach furgonetki, do której wsiadają Ozzy Osbourne i Lemmy Kilmister, znajduje się napis Mr. Crowley.

## Wersje innych wykonawców
Szwedzki zespół The Cardigans stworzył skróconą do 2 minut i 35 sekund wersję „Mr. Crowley” i umieścił ją na stronie B wydanego w 1995 roku singla „Carnival”.

## Lista utworów
Opracowano na podstawie materiału źródłowego.
Wydanie winyl 12” brytyjskie listopad 1980 (JET 12003)
| Nr | Tytuł utworu       | Autorzy                                  | Długość |
| -- | ------------------ | ---------------------------------------- | ------- |
| 1. | „Mr. Crowley”      | Ozzy Osbourne, Randy Rhoads, Bob Daisley | 5:02    |
| 2. | „You Said It All”  | Randy Rhoads, Bob Daisley, Lee Kerslake  | 4:07    |
| 3. | „Suicide Solution” | Ozzy Osbourne, Randy Rhoads, Bob Daisley | 4:41    |
|    |                    |                                          | 13:50   |

Wydanie winyl 12” live holenderskie 1980 (JET 12.003)
| Nr | Tytuł utworu       | Autorzy                                  | Długość |
| -- | ------------------ | ---------------------------------------- | ------- |
| 1. | „Mr. Crowley”      | Ozzy Osbourne, Randy Rhoads, Bob Daisley | 5:02    |
| 2. | „You Said It All”  | Ozzy Osbourne, Randy Rhoads, Bob Daisley | 4:07    |
| 3. | „Suicide Solution” | Ozzy Osbourne, Randy Rhoads, Bob Daisley | 4:41    |
|    |                    |                                          | 13:50   |

Wydanie winyl 7” brytyjskie 1980 (JET 7003)
| Nr | Tytuł utworu      | Autorzy                                  | Długość |
| -- | ----------------- | ---------------------------------------- | ------- |
| 1. | „Mr. Crowley”     | Ozzy Osbourne, Randy Rhoads, Bob Daisley | 5:02    |
| 2. | „You Said It All” | Randy Rhoads, Bob Daisley, Lee Kerslake  | 4:07    |
|    |                   |                                          | 9:09    |

Wydanie winyl 7” live brytyjskie 1980 (JET 7003)
| Nr | Tytuł utworu      | Autorzy                                  | Długość |
| -- | ----------------- | ---------------------------------------- | ------- |
| 1. | „Mr. Crowley”     | Ozzy Osbourne, Randy Rhoads, Bob Daisley | 5:02    |
| 2. | „You Said It All” | Ozzy Osbourne, Randy Rhoads, Bob Daisley | 4:07    |
|    |                   |                                          | 9:09    |

Wydanie winyl 12” live amerykańskie 1981 (JET 12.003)
| Nr | Tytuł utworu       | Autorzy                                  | Długość |
| -- | ------------------ | ---------------------------------------- | ------- |
| 1. | „Mr. Crowley”      | Ozzy Osbourne, Randy Rhoads, Bob Daisley | 5:02    |
| 2. | „You Said It All”  | Ozzy Osbourne, Randy Rhoads, Bob Daisley | 4:07    |
| 3. | „Suicide Solution” | Ozzy Osbourne, Randy Rhoads, Bob Daisley | 4:41    |
|    |                    |                                          | 13:50   |

Wydanie winyl 7” kanadyjskie lipiec 1981 (ZS5 02182)
| Nr | Tytuł utworu     | Autorzy                     | Długość |
| -- | ---------------- | --------------------------- | ------- |
| 1. | „Mr. Crowley”    | Ozzy Osbourne, Randy Rhoads | 3:58    |
| 2. | „No Bone Movies” | Bob Daisley, Lee Kerslake   | 3:10    |
|    |                  |                             | 7:08    |

## Twórcy
Opracowano na podstawie materiału źródłowego.
Muzycy
- Ozzy Osbourne – wokal
- Randy Rhoads – gitara
- Bob Daisley – gitara basowa
- Don Airey – instrumenty klawiszowe
- Lee Kerslake – perkusja

Produkcja
- Ozzy Osbourne, Bob Daisley, Randy Rhoads, Lee Kerslake – produkcja muzyczna
- Max Norman – inżynieria
- Robert Ellis – fotografie

## Certyfikaty
| Państwo                  | Certyfikat | Sprzedaż |
| ------------------------ | ---------- | -------- |
| Stany Zjednoczone (RIAA) | złoto      | 500 000  |